# 雨煙別站

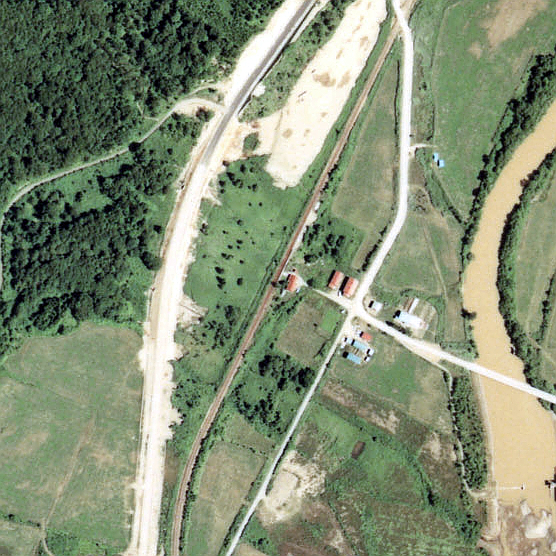
1977年的雨煙別站與方圓約500米範圍。上方為朱鞠內方向。站前有一些民居。周邊設有著名的三頭山。另外，由於當地氣候比較惡劣，因此沒有進行開拓。

雨煙別站（日语：／ Uembetsu eki */?）是位於北海道雨龍郡幌加內町字雨煙別，北海道旅客鐵道（JR北海道）的深名線車站（廢站）。由於使用人次很少，車站在1990年（平成2年）3月10日廢除。

## 歷史
- 1931年（昭和6年）
  - 9月15日 - 鐵道省深名線幌加內站至添牛內站之間開通，此站啟用[1]。當時為一般車站。
  - 10月10日 - 改線改名為幌加內線，成為幌加內線車站。
- 1941年（昭和16年）10月10日 - 改線改名為深名線，成為深名線車站。
- 1949年（昭和24年）6月1日 - 日本國有鐵道成立，成為日本國有鐵道車站。
- 1960年（昭和35年）12月10日 - 結束處理貨物和行李。
- 1962年（昭和37年）4月1日 - 成為業務委託車站。
- 1982年（昭和57年）3月30日 - 成為無人車站。
- 1983年（昭和58年）12月1日 - 當日起至翌年4月20日之間暫停服務，以後毎年冬季暫停服務。
- 1987年（昭和62年）4月1日 - 伴隨國鐵分割民營化，車站由北海道旅客鐵道（JR北海道）營運。同時降級為臨時車站（日语：臨時駅）（毎年12月1日至4月20日之間，所有列車通過）。
- 1990年（平成2年）3月10日 - 在冬季暫停服務期陳廢除。

## 車站構造
截至車站廢除前，車站是一座地面車站，設有1面1線的單式月台。月台位於路軌東邊（名寄方向的列車開啟右邊車門）。站內沒有轉轍器。曾經車站可進行列車交會。
此站是無人車站。在有人車站的時代，車站大樓由於被積雪壓毀而拆毀。截至1983年（昭和58年）車站大樓還存在，位於站內東邊，與月台有一段距離。

## 站名的由來
車站名稱取自所在地名稱。地名源自阿伊努語的「ウェンペッ（wen-pet）」，意思是壞、河流。在北海道內各地也有以相同的語源為名的車站（例如植苗），但是怎樣「壞」卻不清楚，此地方也是這樣。

## 車站周邊
車站被山圍繞，周邊的稻田已經休耕。
- 國道275號（空知國道）
- 北海道大學演習林[4]
- 雨龍川[4]
- 文別川[4]
- 雨煙別之瀧[4]
- 三頭山 - 車站西邊。海拔1009米[4]。從車站可看見該山峰[2]。
- 犬牛別山 - 車站東邊。海拔746米[4]。
- 坊主山 - 車站東邊。海拔746米[4]。
- JR北海道巴士深名線（日语：深名線 (ジェイ・アール北海道バス)）「雨煙別」巴士站

## 現況
截至2000年（平成12年），車站附近還有一座農業倉庫。截至2010年（平成22年）也是同樣。車站相關設施都已經全部撤走。

## 相鄰車站
北海道旅客鐵道（JR北海道）
深名線
上幌加內－（臨）上幌加內－（臨）政和溫泉－政和
政和溫泉站與此站一樣於1990年（平成2年）3月10日廢除。

## 注腳
1. ↑  《官報》 1931年09月03日 鐵道省告示第224號 （页面存档备份，存于）（日語）（國立國會圖書館）
2. 1 2 3 4  書籍《国鉄全線各駅停車1 北海道690駅》（小學館，1983年7月發行）205頁。
3. 1 2   (PDF). アイヌ語地名リスト. 北海道 環境生活部 アイヌ政策推進室. 2007  [2017-10-20]. （原始内容 (PDF)存档于2018-04-17） （日语）.
4. 1 2 3 4 5 6 7  書籍《北海道道路地図 改訂版》（地勢堂，1980年3月發行）15頁。
5. ↑  書籍《鉄道廃線跡を歩くVII》（JTB出版，2000年1月發行）35頁。
6. ↑  書籍《新 鉄道廃線跡を歩く1 北海道・北東北編》（JTB出版，2010年4月發行）41頁。
7. ↑  書籍《北海道の鉄道廃線跡》（著：本久公洋，北海道新聞社，2011年9月發行）178頁。

## 外部連結
- 現役時代的雨煙別站 （页面存档备份，存于）（日語）